# 德钦大叶香茶菜
德钦大叶香茶菜（学名：Rabdosia grandifolia var. atuntzensis）为唇形科香茶菜属下的一个变种。

## 扩展阅读
- 維基物種上的相關：德钦大叶香茶菜